# Международен съвет на футболните асоциации
Международен съвет на футболните асоциации или МСФА, ИФАБ (на английски език International Football Association Board, съкр. IFAB ) е международна спортна организация, която поддържа и регулира правилата на футболната игра.
Съветът се представлява от основателите на футбола, футболните асоциации на Англия, Шотландия, Уелс и Северна Ирландия и ФИФА, организацията, която администрира футбола на международно ниво. В съвета всяка британска футболна асоциация има 1 глас, докато ФИФА има 4 гласа. Решенията на МСФА трябва да бъдат одобрени с три четвърти гласове; това означава, че са необходими минимум шест гласа, за да се вземе решение. По този начин са необходими 2 гласа на ФИФА, за да се приеме всяка регулация на ИФАБ, но самата ФИФА не може да промени правилата на играта; те трябва да бъдат съгласувани от поне двама членове на всяка британска асоциация. Също така има правило за кворум, че поне четири от петте членуващи асоциации, една от които трябва да е от ФИФА, трябва да присъстват на срещата, за да се проведе срещата.
Съветът заседава два пъти годишно: веднъж, за да вземе решение за възможни промени в правилата, уреждащи футболната игра, и веднъж за обсъждане на вътрешните му работи. Първото заседание се нарича годишно общо събрание, а второто – годишна делова среща. Четири седмици преди заседанието членовете на сдружението трябва да изпратят своите предложения в писмен вид до секретаря на сдружението домакин. След това ФИФА представя за разглеждане списък с предложения, които се отнасят за всички други асоциации. Годишното общо събрание на акционерите се провежда през февруари или март, а годишното стопанско събрание се провежда между септември и октомври . При необходимост Съветът може да заседава на специално заседание, независимо от провеждането на годишни заседания. На пресконференция след специална среща, организирана от ФИФА в Цюрих на 5 юли 2012 г., беше обявено, че Съветът е одобрил система за видео цели за точно определяне на гол в трудни ситуации . Подобна система е тествана на Световното първенство по футбол през 2014 г. в Бразилия.
Решенията на годишното общо събрание за промени в правилата на играта са задължителни за конфедерациите и членовете на асоциациите от 1 юли. Но конфедерации, в които настоящият сезон все още не е приключил преди 1 юли, може да отложат въвеждането на приетите промени в правилата на играта до началото на следващия си сезон.